# 林岭雀
林岭雀（学名：Leucosticte nemoricola）为雀科岭雀属的鸟类。分布于中亚山区、喜马拉雅山脉南部以及中国大陆的新疆、甘肃、陕西、四川、云南、西藏等地，主要生活于海拔较高的山坡、草地、高山草原和树木稀疏的石砾堆处。该物种的模式产地在尼泊尔。

## 亚种
- 林岭雀新疆亚种（学名：Leucosticte nemoricola altaica）。分布于天山西部、阿尔泰、克什米尔、印度以及中国大陆的新疆、西藏等地。该物种的模式产地在阿尔泰山脉。[2]
- 林岭雀指名亚种（学名：Leucosticte nemoricola nemoricola）。在中国大陆，分布于陕西、甘肃、青海、四川、西藏等地。该物种的模式产地在尼泊尔。[3]